# Scenarioanalys
En scenarioanalys är en företagsekonomisk metod för att ta fram metoder för att få vägledning i konkreta frågeställningar om vad man har framför sig. Denna typ av analys kan användas vid framtagandet av ett Business case.
Analysen är ett sätt att beskriva hur en bransch utvecklar sig. Genom att arbeta fram en scenarioanalys kan man få svar på vilka händelser som leder fram till varje möjlig framtid. En scenarioanalys handlar om att bättre förstå hur framtiden ska bli. Syftet är att ha ett bättre beslutsunderlag för de beslut som ska fattas nu, till exempel beslut om vilken strategi som ska användas eller vilka produkter och tjänster som ska utvecklas. 